# Elezioni parlamentari in Grecia del giugno 2023

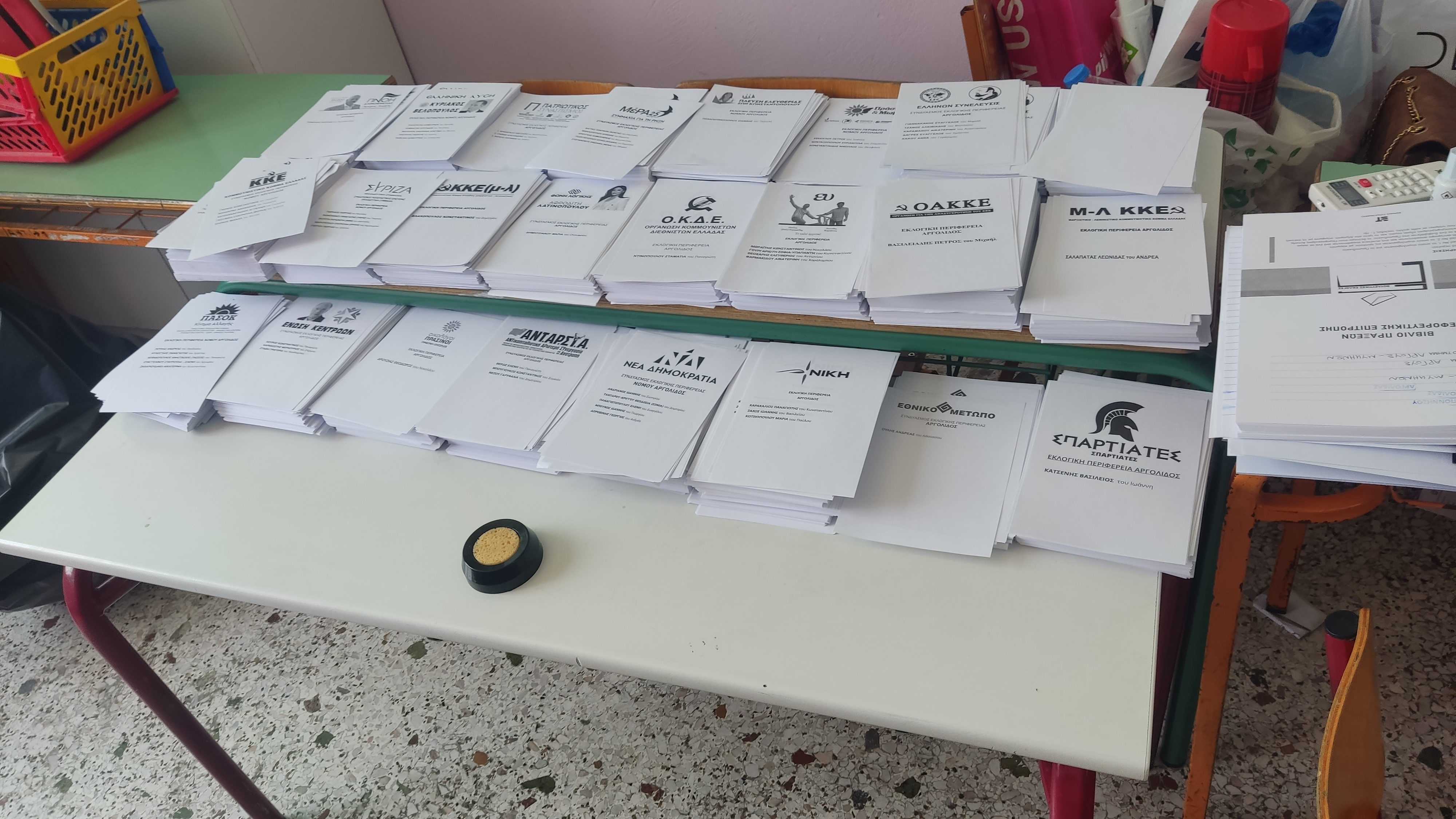
Schede in un seggio elettorale, 25 giugno 2023

Le elezioni parlamentari in Grecia del giugno 2023 si sono tenute il 25 giugno per il rinnovo del Parlamento ellenico, giunto alla sua XX legislatura.
Le consultazioni sono state indette ad un mese dalle elezioni precedenti a causa dell’incapacità nel costituire un eventuale governo di coalizione, dovuta ad una situazione di stallo politico generata dal sistema elettorale.
Esse hanno visto un’ennesima ed importante riconferma del partito di centro-destra Nuova Democrazia e del suo leader Kyriakos Mītsotakīs, con ben il 40,56% dei consensi e 158 seggi, riuscendo dunque ad ottenere nuovamente, rispetto alle elezioni precedenti, la maggioranza assoluta in Parlamento.

## Contesto

### Sistema elettorale
A differenza delle precedenti elezioni, la legge in vigore per questa tornata elettorale prevede una serie di modifiche nell’assegnazione dei seggi. Poiché infatti la proposta che approvò nel 2020 la maggioranza a guida Nuova Democrazia non ebbe il supporto di almeno una maggioranza dei 2/3 per entrare subito in vigore (come previsto dalla Costituzione), la sua data di applicazione è slittata alle prime elezioni successive dopo il primo rinnovo del parlamento (avvenuto nel maggio 2023), cioè quest’ultime.
Essa definisce un ritorno ad un sistema proporzionale con premio di maggioranza ma secondo una formula molto diversa dalla precedente, abrogando dunque il sistema proporzionale semplice che ha contrassegnato la precedente elezione, pur mantenendo una soglia di sbarramento del 3% per entrare in Parlamento. 
Nello specifico, anziché un premio fisso di 50 seggi al partito che avesse ottenuto il maggior numero di voti (come accadeva prima del passaggio al proporzionale semplice), è previsto un premio progressivo, che assegna sempre più seggi (fino ad un massimo di 50) in base alla percentuale di voti ottenuti. Se un partito, infatti, ottenesse il 25% dei voti, riceverebbe automaticamente 20 seggi e, superata questa percentuale, un seggio ogni mezzo punto percentuale, fino al 40%, soglia in cui riceverebbe tutti i 50 seggi disponibili.
Ciò vuol dire che, in un’elezione, i seggi da distribuire in maniera proporzionale possono variare da 250 (se un partito ha raggiunto almeno il 40% delle preferenze), a 300 (se nessun partito ha raggiunto il 25%).

### Disposizioni elettorali generali
In Grecia il voto è obbligatorio, con la registrazione degli elettori automatica. Tuttavia, nessuna delle sanzioni legalmente esistenti è mai stata applicata.
Per avere la maggioranza parlamentare un partito o una coalizione dovrebbe controllare 151 seggi su 300. Le schede bianche o nulle, così come i voti per le forze politiche che non hanno raggiunto lo sbarramento del 3% non sono conteggiate per l'assegnazione dei seggi.

### Parlamento uscente
| Partito                                     | 21 mag 2023 (Elezioni) | 24 giu 2023 (Pre-elezioni) |
| ------------------------------------------- | ---------------------- | -------------------------- |
| Nuova Democrazia (ND)                       | 146 / 300              | 146 / 300                  |
| Coalizione della Sinistra Radicale (SYRIZA) | 71 / 300               | 71 / 300                   |
| Movimento Socialista Panellenico (PASOK)    | 41 / 300               | 41 / 300                   |
| Partito Comunista di Grecia (KKE)           | 26 / 300               | 26 / 300                   |
| Soluzione Greca (EL)                        | 16 / 300               | 16 / 300                   |

## Risultati
| Nuova Democrazia (ND)                                  | 2 115 322 | 40,56 | 158 |  |  |  |
| Coalizione della Sinistra Radicale (SYRIZA)            | 930 013   | 17,83 | 47  |  |  |  |
| PASOK - Movimento per il Cambiamento (PASOK-KINAL)     | 617 487   | 11,84 | 32  |  |  |  |
| Partito Comunista di Grecia (KKE)                      | 401 224   | 7,69  | 21  |  |  |  |
| Spartani (S)                                           | 243 922   | 4,68  | 12  |  |  |  |
| Soluzione Greca (EL)                                   | 231 491   | 4,44  | 12  |  |  |  |
| Vittoria (N)                                           | 193 124   | 3,70  | 10  |  |  |  |
| Rotta di Libertà (PE)                                  | 165 523   | 3,17  | 8   |  |  |  |
| Fronte della Disobbedienza Realistica Europea (MeRA25) | 130 378   | 2,50  | –   |  |  |  |
| Altri (<0,50%)                                         | 186 724   | 3,58  | –   |  |  |  |
| Totale                                                 | 5 215 207 | 100   | 300 |  |  |  |
|                                                        |           |       |     |  |  |  |
| Schede bianche                                         | 26 273    | 0,50  |     |  |  |  |
| Schede nulle                                           | 32 219    | 0,61  |     |  |  |  |
| Votanti                                                | 5 273 699 | 53,74 |     |  |  |  |
| Elettori                                               | 9 813 595 |       |     |  |  |  |

| Riepilogo dei voti (+/- elezioni V-2023)      | Riepilogo dei voti (+/- elezioni V-2023)      | Riepilogo dei voti (+/- elezioni V-2023)      | Riepilogo dei voti (+/- elezioni V-2023) | Riepilogo dei voti (+/- elezioni V-2023) | Riepilogo dei voti (+/- elezioni V-2023) | Riepilogo dei voti (+/- elezioni V-2023) |
| --------------------------------------------- | --------------------------------------------- | --------------------------------------------- | ---------------------------------------- | ---------------------------------------- | ---------------------------------------- | ---------------------------------------- |
| Nuova Democrazia                              | Nuova Democrazia                              | Nuova Democrazia                              |                                          |                                          | 40,56%                                   | ▼ 0,23                                   |
| Coalizione della Sinistra Radicale            | Coalizione della Sinistra Radicale            | Coalizione della Sinistra Radicale            |                                          |                                          | 17,83%                                   | ▼ 2,24                                   |
| PASOK-Movimento per il Cambiamento            | PASOK-Movimento per il Cambiamento            | PASOK-Movimento per il Cambiamento            |                                          |                                          | 11,84%                                   | ▲ 0,38                                   |
| Partito Comunista di Grecia                   | Partito Comunista di Grecia                   | Partito Comunista di Grecia                   |                                          |                                          | 7,69%                                    | ▲ 0,46                                   |
| Spartani                                      | Spartani                                      | Spartani                                      |                                          |                                          | 4,68%                                    | ━                                        |
| Soluzione Greca                               | Soluzione Greca                               | Soluzione Greca                               |                                          |                                          | 4,44%                                    | ▼ 0,01                                   |
| Vittoria                                      | Vittoria                                      | Vittoria                                      |                                          |                                          | 3,70%                                    | ▲ 0,78                                   |
| Rotta di Libertà                              | Rotta di Libertà                              | Rotta di Libertà                              |                                          |                                          | 3,17%                                    | ▲ 0,28                                   |
| Fronte della Disobbedienza Realistica Europea | Fronte della Disobbedienza Realistica Europea | Fronte della Disobbedienza Realistica Europea |                                          |                                          | 2,50%                                    | ▼ 0,13                                   |
| Altri <0,50%                                  | Altri <0,50%                                  | Altri <0,50%                                  |                                          |                                          | 3,59%                                    |                                          |
| Riepilogo dei seggi (+/- elezioni V-2023)     |                                               |                                               |                                          |                                          |                                          |                                          |
|                                               |                                               |                                               |                                          |                                          |                                          |                                          |
| KKE                                           | 20                                            | ▼ 5                                           |                                          | PE                                       | 8                                        | ▲ 8                                      |
| SYRIZA                                        | 48                                            | ▼ 24                                          |                                          | PASOK-KINAL                              | 32                                       | ▼ 9                                      |
| ND                                            | 158                                           | ▲ 12                                          |                                          | EL                                       | 12                                       | ▼ 4                                      |
| N                                             | 10                                            | ▲ 10                                          |                                          | S                                        | 12                                       | ▲ 12                                     |

Nota: Per via del sistema elettorale adottato per queste elezioni (diverso dal proporzionale puro utilizzato per le consultazioni precedenti), che prevede un premio di maggioranza in base ai risultati percentuali ottenuti dai vari partiti, alcune fazioni, pur avendo avuto risultati diversi o quantomeno simili, hanno subito variazioni sostanziali dei seggi per permettere l’attuazione di tale meccanismo di ripartizione (i cui seggi sono stati, in questa tornata, attribuiti a Nuova Democrazia).